# Hôtel Matignon
L'Hôtel de Matignon è un hôtel particulier, residenza ufficiale del Primo ministro del governo francese, ubicato al n. 57 di rue de Varenne, nel VII arrondissement di Parigi. Dal 1923 è classificato come Monumento storico di Francia.
Si compone di quattro saloni al piano rialzato: la galleria del Consiglio, il Salone Giallo, il Salon Blu (dove vengono ricevuti gli ospiti di Stato) ed il Salone Rosso. L'ufficio del Primo ministro si trova al primo piano assieme alla Sala riunioni, alla Sala da pranzo, al Salotto ed agli appartamenti privati.

## Storia
Venne fatto costruire da Christian-Louis de Montmorency-Luxembourg, principe di Tingry, che, nel 1722, ne commissionò la progettazione all'architetto Jean Courtonne, su un terreno che aveva acquistato nel 1719. Poiché i lavori di costruzione si rivelarono maggiori di quelli preventivati, il committente dovette vendere l'edificio in corso di costruzione a Jacques III de Goyon, signore di Matignon et de la Roche Goyon (l'attuale Fort La Latte), divenuto conte di Thorigny, dal 23 luglio 1723.
Al momento dell'acquisto, il nuovo proprietario tolse a Courtonne la direzione dei lavori mantenendolo comunque come progettista fino ai primi mesi del 1724. Quando Courtonne venne definitivamente estromesso da Antoine Mazin, le grandi opere e la decorazione dell'esterno erano state completate ed erano in corso le rifiniture interne. Mazin penserà a realizzare il portale.
Jacques III de Goyon de Matignon morì il 14 gennaio 1725 e suo figlio Jacques IV de Goyon (1689-1751) ereditò il palazzo e per mezzo di sua moglie Luisa Ippolita di Monaco, divenne principe di Monaco con il nome di Giacomo I Grimaldi. L'edificio passò quindi ai suoi discendenti. L'attuale principe di Monaco, Alberto II, porta, tra l'altro, anche il titolo di Signore di Matignon.

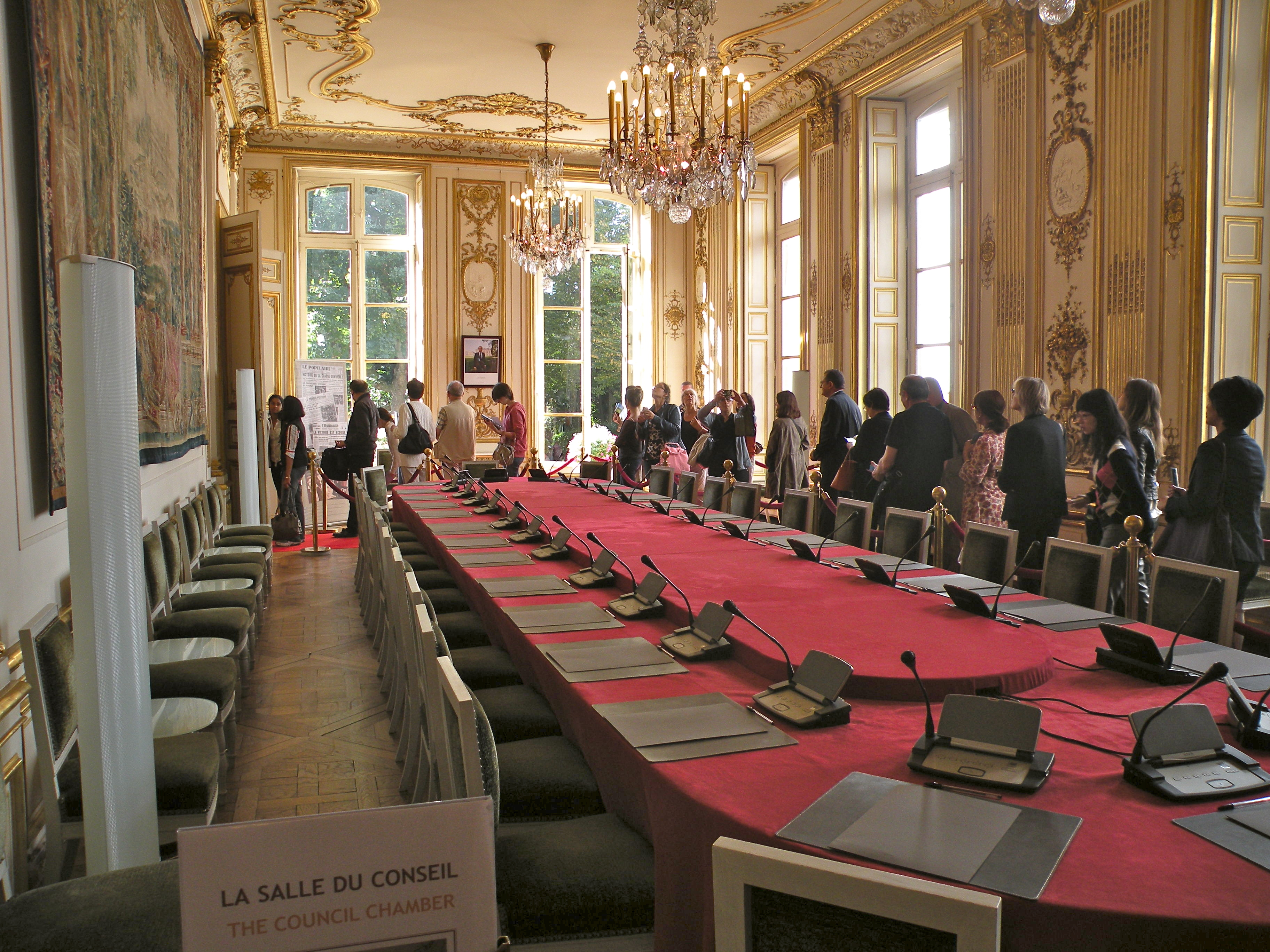
Sala del Consiglio

Successivamente appartenne alla danzatrice Anne Éléonore Francal e al suo amante, il ricco banchiere Quentin Crawford.
Nel 1808, l'hôtel venne venduto a Talleyrand, che lo dovette rivendere, nel 1811, a Napoleone I.
Nel 1816, all'inizio della Restaurazione, Luigi XVIII lo scambiò con il Palazzo dell'Eliseo con Batilde di Borbone-Orléans, duchessa di Borbone. Alla sua morte, avvenuta nel 1822, venne ereditato dalla nipote Adélaïde d'Orléans, sorella del futuro Luigi Filippo di Francia. Ella lo diede in uso ad una comunità di religiose, prima di darlo in affitto, nel 1848, a Herman Thorn, un ricco colonnello americano.
Sotto il Secondo Impero, l'hôtel venne acquisito da Raffaele De Ferrari, duca di Galliera, che dispose ampi lavori di ammodernamento. Quando venne votata la legge che disponeva l'esilio per i membri della Casa di Orléans, la duchessa di Galliera, molto legata all'ex famiglia reale, offrì il palazzo all'Imperatore d'Austria per farne la sede dell'ambasciata in Francia.
Durante la prima guerra mondiale, l'hôtel venne messo sotto sequestro come proprietà del nemico e, nel 1922, la Francia finì per comperarlo. Dopo aver pensato di farne un museo, si decise di farne la residenza del Primo ministro, che vi si trasferì nel 1935.
All'inizio della seconda guerra mondiale, il generale Charles de Gaulle si stabilì a palazzo Matignon.
Oggi è la residenza del primo ministro francese ed è occupata da Gabriel Attal.

## Il parco

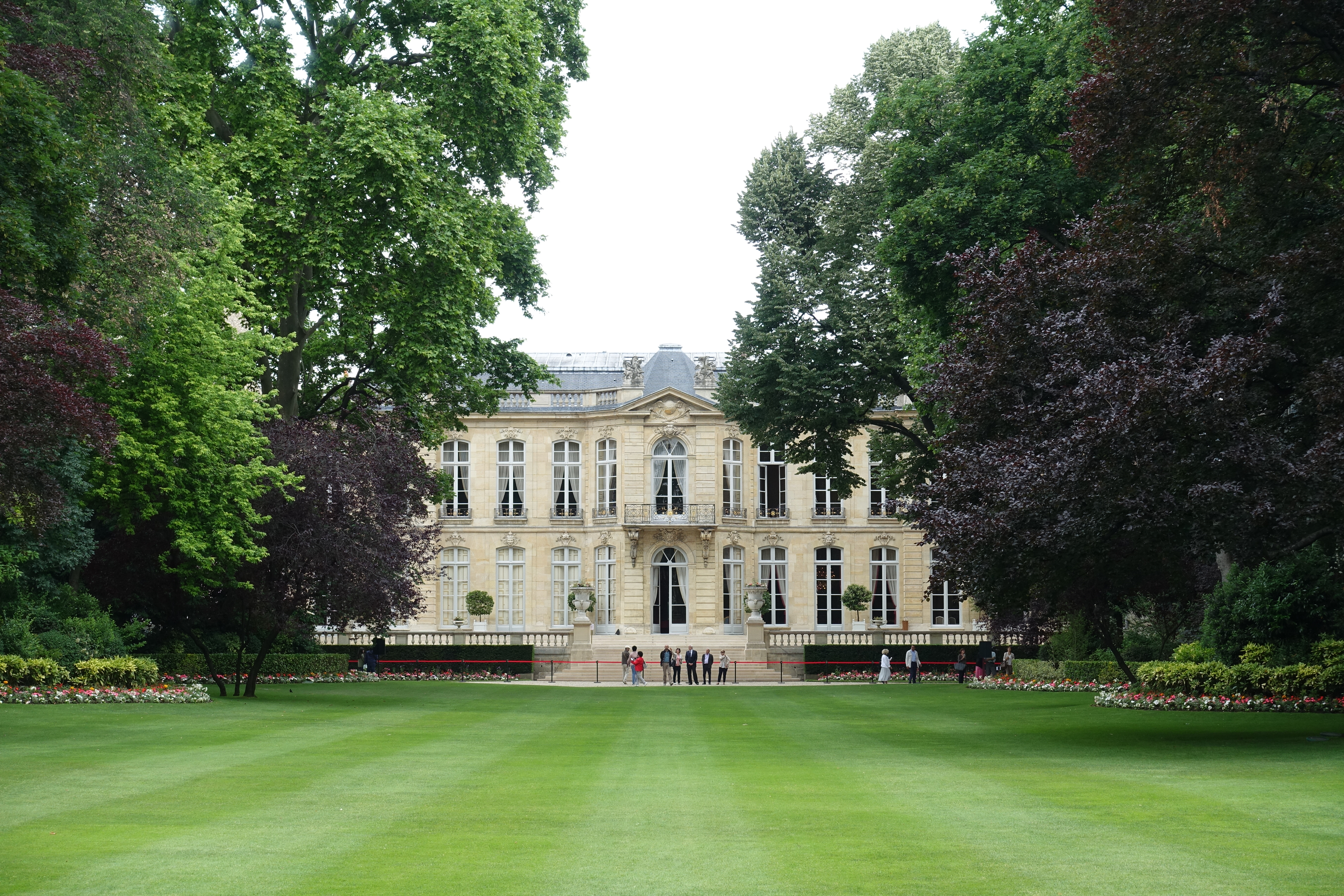
Il parco de l'hôtel de Matignon

L'hôtel è circondato da un parco di circa tre ettari realizzato nel 1902 da Achille Duchêne. Esso è oggi il più grande giardino privato di Parigi ed è un giardino alla francese coltivato secondo la tecnica dei giardini all'inglese.
Vi si trova un centinaio di essenze differenti. Dopo Raymond Barre, che vi piantò un Acero saccarino, ogni primo ministro, ad eccezione di Jacques Chirac, vi ha piantato un albero al suo arrivo:
- Pierre Mauroy: Quercia d'Ungheria
- Laurent Fabius: Quercia di palude
- Michel Rocard: Storace americano
- Pierre Bérégovoy: Tulipano di Virginia
- Édith Cresson: Ginkgo biloba
- Édouard Balladur: Acero saccarino
- Alain Juppé: Katsura
- Lionel Jospin: Olmo di Lutezia
- Jean-Pierre Raffarin: Albero del ferro
- Dominique de Villepin: Farnia
- François Fillon: Cornigliera delle pagode (il 7 dicembre 2007[1])
- Jean-Marc Ayrault: Magnolia grandiflora
- Manuel Valls: Quercus fastigiata[2]
- Bernard Cazeneuve: Magnolia kobus
- Edouard Philippe: Melo domestico
- Jean Castex: Frassino